# Saint-Ybars
Saint-Ybars település Franciaországban, Ariège megyében. Lakosainak száma 670 fő (2022. január 1.). Saint-Ybars Lézat-sur-Lèze, Villeneuve-du-Latou, Sainte-Suzanne, Castagnac, Gaillac-Toulza és Massabrac községekkel határos.

## Népesség
A település népessége az elmúlt években az alábbi módon változott:
| Lakosok száma | 654  | 476  | 512  | 629  | 646  | 625  | 667  | 690  | 690  | 670  |
|               | 1968 | 1982 | 1990 | 2006 | 2013 | 2015 | 2017 | 2019 | 2020 | 2022 |